# Iglesia de la Virgen del Rosario (Asmara)
La Iglesia de la Virgen del Rosario (Asmara) es una templo católico de estilo arquitectónico neorrománico localizado en el centro de la ciudad de Asmara, capital del Estado de Eritrea. Construida en 1923, fue hasta 1995 la iglesia principal y sede del Vicariato apostólico de Eritrea, que fue suprimido en ese año. Así por 72 años, sin ser verdaderamente una catedral, dado que los vicarios apostólicos eran obispos no de Asmara sino de sus respectivos sedes  titulares, se llamaba popularmente la catedral de Asmara. Ahora es una iglesia parroquial de la Archieparquía de Asmara, sede metropolitana de la Iglesia católica eritrea.
La iglesia está dedicada a la Virgen del Rosario.

## Construcción

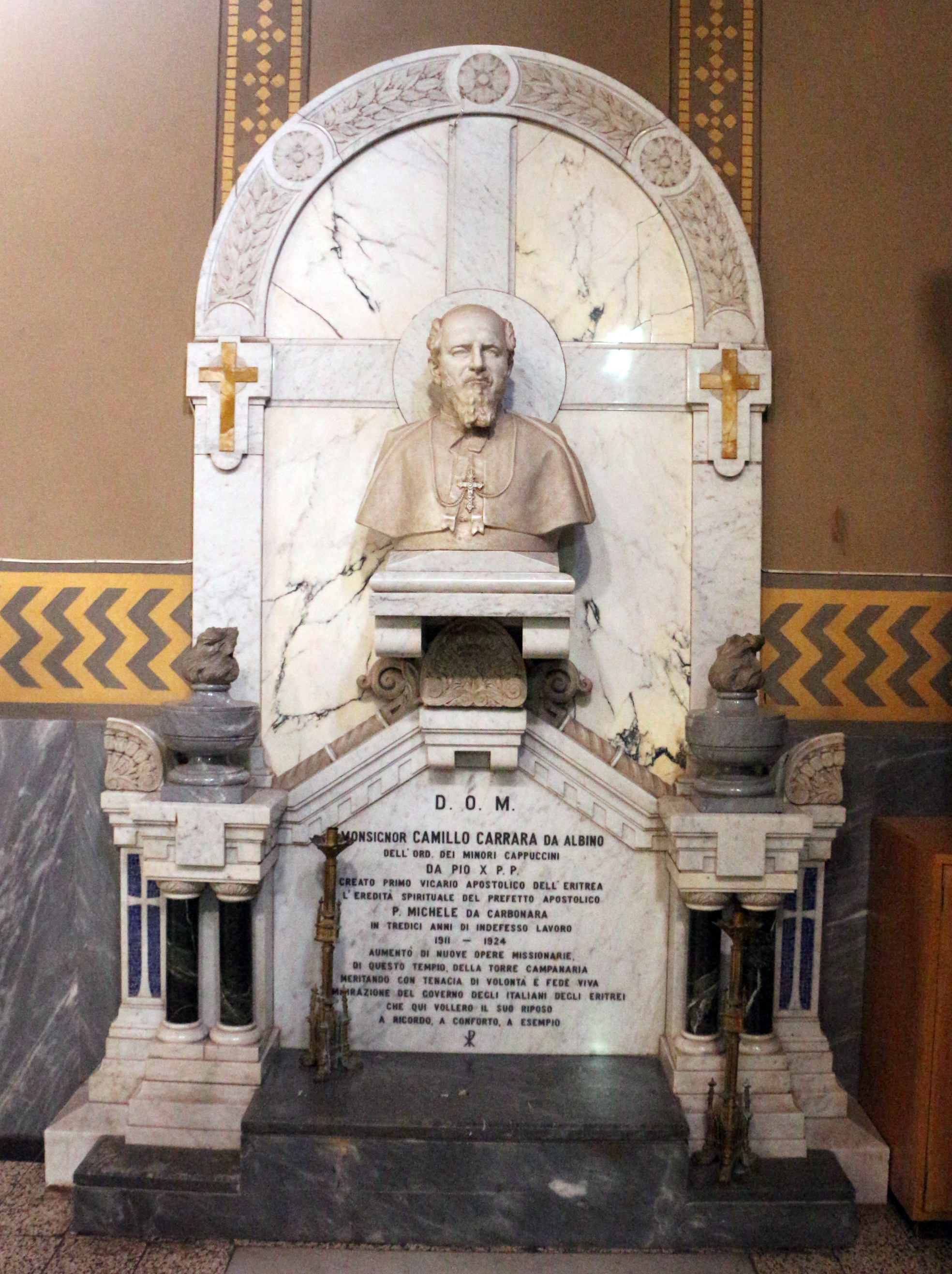
Monseñor Camillo Carrara, primero vicario apostólico de Eritrea

El que impulsó la construcción del edificio fue el primer vicario apostólico de Eritrea, el obispo titular de Agathopolis Camillo Francesco Carrara de la Orden de los Hermanos Menores Capuchinos. El arquitecto fue el milanés Oreste Scanavini. Los trabajos comenzaron en el mes de junio de 1921 y se completaron en el mes de septiembre de 1923. La fecha de la consagración a la Virgen del Rosario fue el 14 de octubre de 1923.
El edificio, inspirado a la arquitectura románica lombarda, consta de tres naves con crucero y tres ábsides, y tiene 40 metros de largo, 27 de ancho y 25 de alto hasta la linterna coronada por una estatua de bronce del Arcángel Gabriel, que algunos interpretan como del Arcángel Miguel, a pesar de la ausencia del armamento con el que se representa este generalmente.
Se inició más tarde la construcción del campanario de más de 52 de altura que fue completado en 1925 después de la muerte (el 15 de junio de 1924) de monseñor Carrara. Son ocho las campanas (una octava de la a la) hechas del metal de cañones austrohúngaros capturados en la Primera Guerra Mundial. La más grande pesa 3,8 toneladas. En 1987 fue añadido un reloj electrónico.

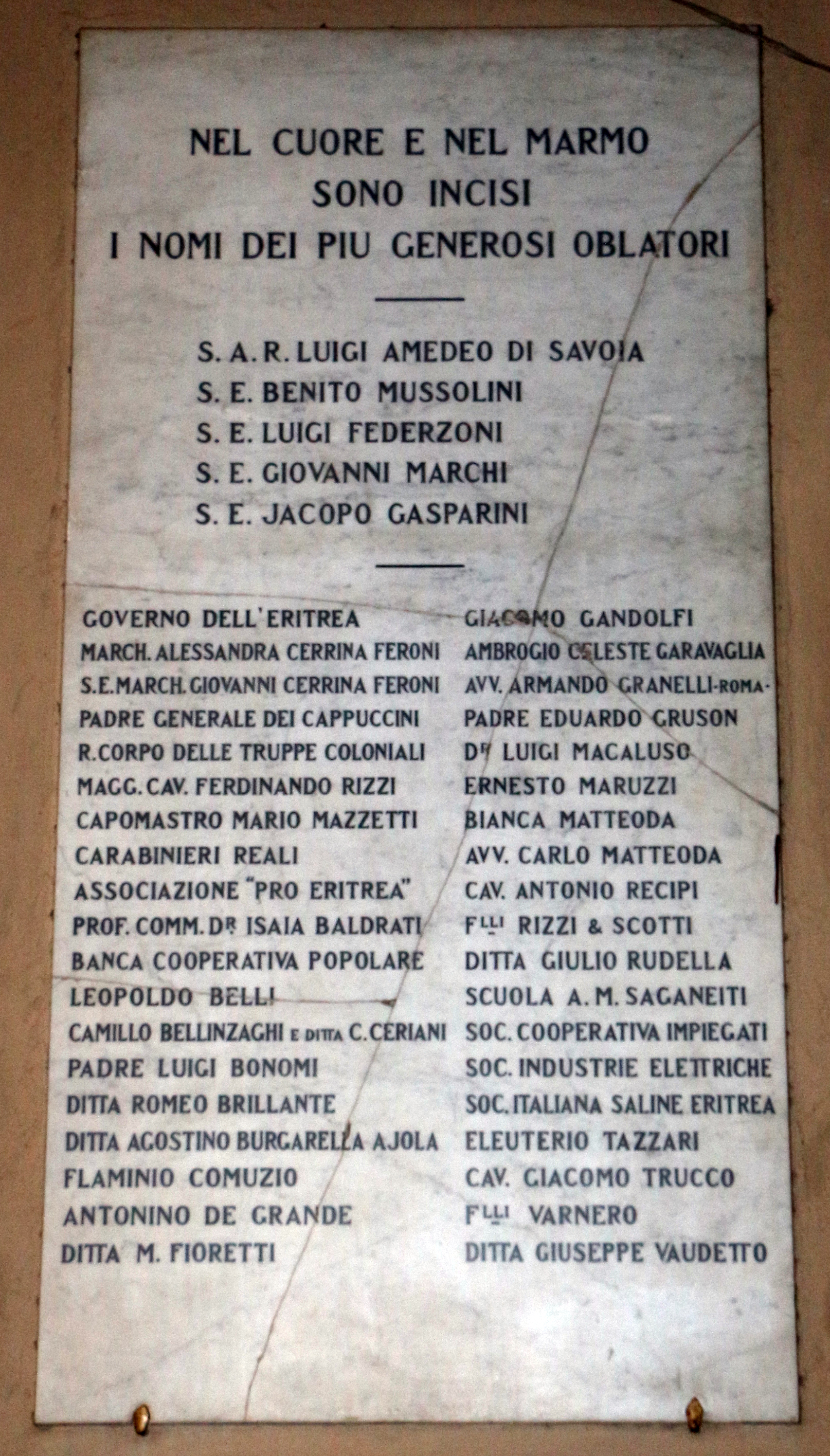
Inscripción en honor de los principales donantes

En el interno de la iglesia una inscripción conmemorativa en una gran losa de mármol recuerda los principales donantes al coste del edificio, entre ellos Benito Mussolini. El retablo del altar mayor, que representa la Asunción de María, obra del pintor romano Carlo Maratta (1625–1713), es un dono del rey Víctor Manuel III de Italia.

## Historia posterior

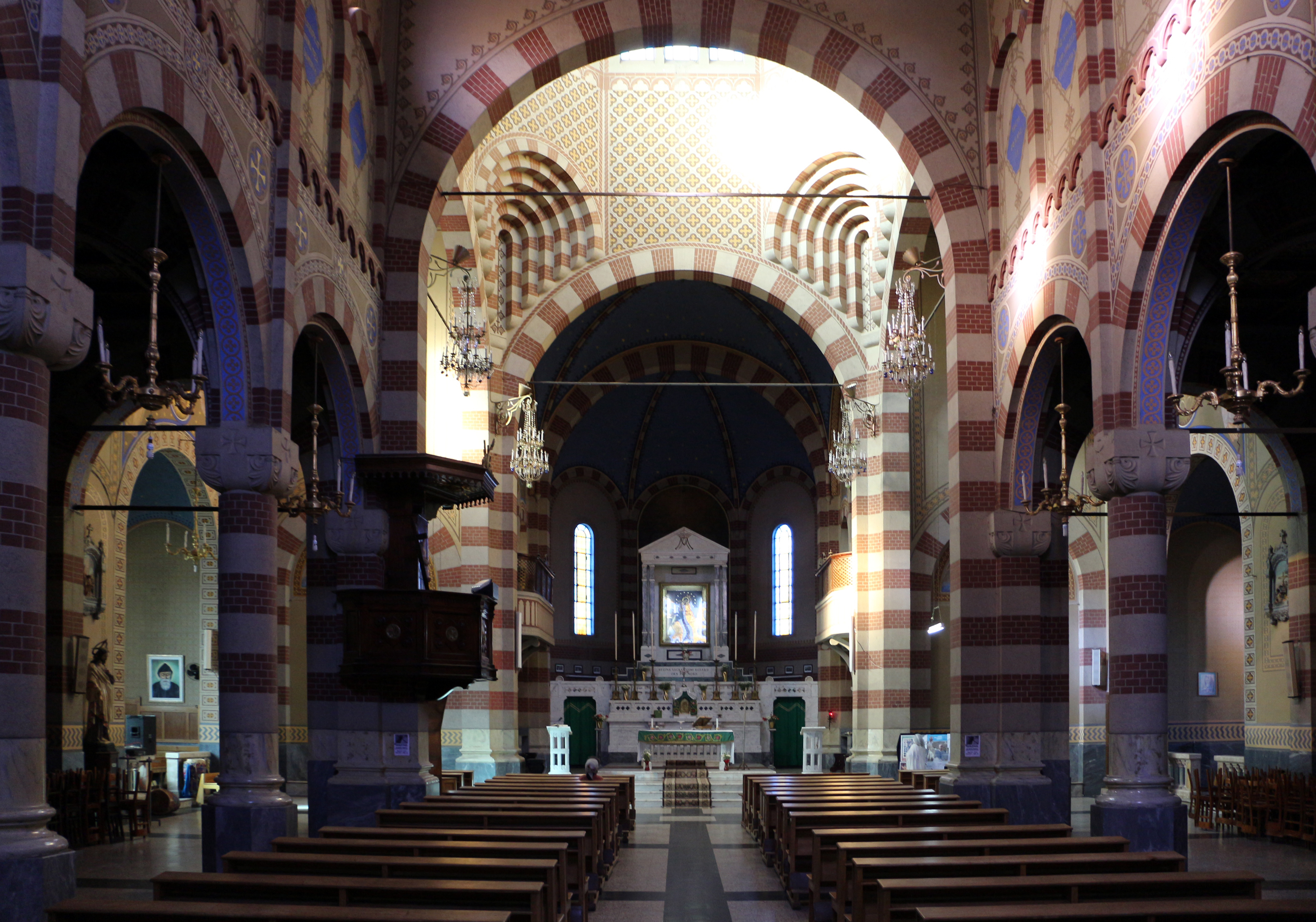
Vista del interior de la Iglesia de la Virgen del Rosario.

La iglesia fue construida cuando Eritrea era colonia italiana y recibía muchos inmigrantes italianos. El Vicariato apostólico de Eritrea llegó así a ser mucho más numeroso que la comunidad católica indígena, la que logró obtener un obispo de rito litúrgico local en 1930. El pequeño templo de los católicos eritreos consagrado a Nuestra Señora del Pacto de Misericordia (Kidane Mehret) fuera del centro de la ciudad, al que la Santa Sede otorgó el rango y los privilegios de una catedral, se llamó oficialmente pro-catedral por no ser digno de la denominación más prestigiosa.
Después de la guerra se disminuyó fuertemente el número de italianos en Eritrea y así el número de fieles pertenecientes al vicariato apostólico (de la Iglesia latina). Cuando en el año de 1971 el cuarto y último vicario apostólico renunció, no le fue nombrado ningún sucesor y la administración del vicariato fue confiada a un fraile no obispo. Al mismo tiempo se aumentaba el número de fieles de la Iglesia católica eritrea, que en 1969 reconstruyó la catedral Kidane Mehret en forma mucho más grande e imponente.
Finalmente, la Santa Sede, al dividir en 1995 la única eparquía eritrea en tres distintas, simultáneamente suprimió el ya muy reducido Vicariato apostólico, que había quedado 25 años sin obispo. Desde entonces los pocos fieles latinos en Eritrea están bajo el cuidado de los obispos de rito eritreo.
La Iglesia de la Virgen del Rosario en Asmara pasó bajo la jurisdicción del Eparquía de Asmara, que desde 2015 tiene el rango de Arquieparquía y es la sede metropolitana de la Iglesia católica eritrea. Pero muy comúnmente la gente de Asmara la llama todavía "la catedral".